# Shawn Delierre
Shawn Adam Delierre (* 25. Mai 1982 in Montreal) ist ein ehemaliger kanadischer Squashspieler.

## Karriere
Shawn Delierre begann seine professionelle Karriere in der Saison 2000 und gewann 17 Turniere auf der PSA World Tour, darunter das Bluenose Squash Classic 2006. Seine höchste Platzierung in der Weltrangliste erreichte er mit Rang 35 im März 2013. Bei den Panamerikanischen Spielen gewann er 2007, 2011 und 2015 insgesamt sechs Medaillen. Bei jeder Teilnahme gewann er jeweils die Bronzemedaille im Einzel sowie 2007 und 2011 die Silbermedaille mit der kanadischen Mannschaft. 2015 gewann er mit der Mannschaft seine erste Goldmedaille. 2019 sicherte er sich in Lima im Doppel Silber und mit der Mannschaft die Bronzemedaille.
Mit der kanadischen Nationalmannschaft nahm er bereits 2007, 2009, 2011, 2013, 2017 und 2019 an Weltmeisterschaften teil. 2013 und 2015 wurde er kanadischer Landesmeister. Am 24. Januar 2015 stellte er gemeinsam mit Leo Au in der Halbfinalpartie der Holtrands Gas City Open 2015 mit 170 Minuten Spieldauer einen neuen Rekord für die längste Squashbegegnung der Geschichte auf. Im September 2024 beendete er seine Karriere.

## Erfolge
- Vize-Panamerikameister mit der Mannschaft: 2014
- Gewonnene PSA-Titel: 17
- Panamerikanische Spiele: 1 × Gold (Mannschaft 2015), 3 × Silber (Mannschaft 2007 und 2011, Doppel 2019), 4 × Bronze (Einzel 2007, 2011 und 2015, Mannschaft 2019)
- Kanadischer Meister: 2013, 2015